# Cachoeira do Arari
Cachoeira do Arari – miasto i gmina w Brazylii, w stanie Pará. Znajduje się w mezoregionie Marajó i mikroregionie Arari.